# Jacques Moujica
Jacques Moujica, né Jésus Moujica le 18 septembre 1926 à Urretxu en Espagne et mort le 13 novembre 1950 à Montélimar, est un coureur cycliste né espagnol et naturalisé français le 4 juin 1948,.

## Biographie
Professionnel de 1947 à 1950, il est vainqueur de Bordeaux-Paris en 1949.
Lors de la classique Paris-Roubaix 1949, il fait partie de l'échappée qui doit logiquement être victorieuse mais qui est mal orientée à l'entrée du vélodrome. Finalement, Moujica obtient une troisième place ex æquo derrière les deux vainqueurs ex æquo André Mahé et Serse Coppi.
Ces podiums ainsi que sa place de troisième en 1949 sur Paris-Bruxelles lui permettent de gagner le Challenge Sedis qui récompense le meilleur routier français. Il sera retenu dans la sélection française aux championnats du monde.
Il meurt lors d'un accident de la circulation avec l'autre coureur français prometteur Jean Rey sur la RN7 à Montélimar.

## Palmarès
- 1946
  - Grand Prix Auguste Mallet
  - 1rea étape du Circuit d'Armagnac
  - Circuit des cols pyrénéens :
    - 1re étape
    - 2e du classement général
- 1948
  - Grand Prix de la Tomate
  - Circuit de la Soule
  - Grand Prix du Libre Poitou
  - 1re étape du Circuit du Gers
  - 2e du Circuit du Gers
- 1949
  - Challenge Sedis
  - Bordeaux-Paris
  - Grand Prix Germain Reynier
  - 1re étape du Circuit des cols pyrénéens
  - 2e et 3e étapes du Tour d'Algérie
  - 3e de Paris-Roubaix
  - 3e de Paris-Bruxelles
  - 3e du Grand Prix de Cannes
  - Grand Prix de Bordeaux
- 1950
  - Avignon-Cavaillon-Avignon
  - 5e étape du Tour de l'Ouest
  - 3e du Grand Prix Catox